# 경상북도의 민속문화재 (제1호 ~ 제100호)
경상북도 민속문화재는 지방민속문화재 중에서 경상북도 내에 있는 문화재를 의미한다.

## 지정목록

### 제1호 ~ 제100호
| 번호  | 사진 | 명칭                                                        | 소재지                                       | 관리자 (단체)                        | 지정일                                                                      | 참조 |
| 1호   |      | (미상)                                                      |                                              |                                      |                                                                             |      |
| 2호   |      | 갈천동초가까치구멍집 (葛川洞草家까치구멍집)                 | 경북 영덕군 창수면 갈천리 6-1                | 권찬암                               | 1975년 12월 30일 지정, 2010년 1월 11일 해지, 국가민속문화재 제260호로 승격  |      |
| 3호   |      | 남평문씨본리세거지 (南平文氏本里世居地)                     | 경북 경북전역 달성군 화원읍 본리 401-2       | 남평문씨수봉공파문중                 | 1975년 12월 30일 지정, 1995년 5월 12일 해지, 대구 민속문화재 3호로 지정     |      |
| 4호   |      | 안동서부동송곡고택 (安東西部洞松谷故宅)                     | 경북 안동시 도산면 서부리 174-186            | 신정순                               | 1973년 8월 31일 지정                                                        |      |
| 5호   |      | 안동예안동간재고택 (安東禮安東澗齋故宅)                     | 경북 안동시 예안면 귀단리 산13-1             | 이직호                               | 1973년 8월 31일 지정                                                        |      |
| 6호   |      | 안동의촌동초가도토마리집 (安東宜村洞草家도토마리집)         | 경북 안동시 성곡동 산225-1                   | 안동시                               | 1973년 8월 31일 지정                                                        |      |
| 7호   |      | 번남댁 (樊南宅)                                             | 경북 안동시 도산면 의촌리 108                | 진성이씨의인파 번남문중(주손 이동익) | 1973년 8월 31일 지정, 2011년 11월 9일 해제, 국가민속문화재 제268호로 승격   |      |
| 8호   |      | 안동토계동계남고택 (安東土溪洞溪南故宅)                     | 경북 안동시 도산면 단천리 500-2              | 이원강                               | 1973년 8월 31일 지정                                                        |      |
| 9호   |      | 안동토계동향산고택 (安東土溪洞響山故宅)                     | 경북 안동시 안막동 119                       | 이 부                                | 1973년 8월 31일 지정, 2014년 2월 25일 해지, 국가민속문화재 제280호로 승격   |      |
| 10호  |      | 이육사생가 (李陸史生家)                                     | 경북 안동시 태화동 672-9                     | 이원종                               | 1973년 8월 31일 지정                                                        |      |
| 11호  |      | 안동원촌동치암고택 (安東遠村洞恥巖故宅)                     | 경북 안동시 안막동 119-1                     | 이원봉                               | 1973년 8월 31일 지정                                                        |      |
| 12호  |      | (미상)                                                      |                                              |                                      |                                                                             |      |
| 13호  |      | (미상)                                                      |                                              |                                      |                                                                             |      |
| 14호  |      | 안동사월동초가토담집 (安東沙月洞草家토담집)                 | 경북 안동시 성곡동 산225-1                   | 안동시                               | 1973년 8월 31일 지정                                                        |      |
| 15호  |      | 가류동박씨고가 (加流洞朴氏古家)                             | 경북 안동시 풍산읍 괴정리 524-1              | 박기은                               | 1973년 8월 31일 지정                                                        |      |
| 16호  |      | (미상)                                                      |                                              |                                      |                                                                             |      |
| 17호  |      | 기양서당 (岐陽書堂)                                         | 경북 안동시 임동면 수곡리 537-1              | 유종석                               | 1979년 12월 18일 지정                                                       |      |
| 18호  |      | 용와종택및침간정 (용窩宗宅및枕澗亭)                         | 경북 구미시 해평면 일선리 1-54, 55           | 유석기                               | 1979년 12월 18일 지정                                                       |      |
| 19호  |      | 묵계서원및안동김씨묵계종택 (默溪書院및安東金氏默溪宗宅)     | 경북 안동시 길안면 묵계리 705, 735-1         | 김해동                               | 1980년 6월 17일 지정                                                        |      |
| 20호  |      | 완귀정 (玩龜亭)                                             | 경북 영천시 도남동 595                       | 광주안씨문중                         | 1980년 6월 17일 지정                                                        |      |
| 21호  |      | 작산정사및가창재사 (鵲山精舍및可倉齋舍)                     | 경북 안동시 북후면 물한리 89                 | 이세준                               | 1980년 12월 30일 지정                                                       |      |
| 22호  |      | 작산구강당및주사 (鵲山舊講堂및廚舍)                         | 경북 안동시 북후면 물한리 91                 | 이세준                               | 1980년 12월 30일 지정                                                       |      |
| 23호  |      | (미상)                                                      |                                              |                                      |                                                                             |      |
| 24호  |      | (미상)                                                      |                                              |                                      |                                                                             |      |
| 25호  |      | 안동김씨종택 (安東金氏宗宅)                                 | 경북 안동시 풍산읍 소산리 218                | 김학년                               | 1981년 4월 25일 지정                                                        |      |
| 26호  |      | 안동김씨태장재사 (安東金氏台庄齋舍)                         | 경북 안동시 서후면 태장리 249                | 안동김씨종중                         | 1981년 4월 25일 지정                                                        |      |
| 27호  |      | 안동김씨북애공종택 (安東金氏北涯公宗宅)                     | 경북 안동시 풍산읍 현애리 358,312            | 안동김씨북애파종중                   | 1981년 4월 25일 지정                                                        |      |
| 28호  |      | 남흥재사 (南興齋舍)                                         | 경북 안동시 와룡면 중가구리 535              | 영양남씨문중                         | 1981년 4월 25일 지정                                                        |      |
| 29호  |      | 영해난고종가정침 (寧海蘭皐宗家正寢)                         | 경북 영덕군 영해면 원구리 194-2              | 남응시                               | 1982년 2월 24일 지정, 2012년 4월 13일 해제, 해제사유 미상                   |      |
| 30호  |      | 안동관왕묘 (安東關王廟)                                     | 경북 안동시 태화동 604                       | 안동시                               | 1982년 2월 24일 지정                                                        |      |
| 31호  |      | 우복종가 (愚伏宗家)                                         | 경북 상주시 외서면 우산리 193-2              | 진주정씨종중                         | 1982년 2월 24일 지정, 2018년 11월 1일 해지, 국가민속문화재 제296호로 승격   |      |
| 32호  |      | 상주오작당 (尙州悟昨堂)                                     | 경북 상주시 낙동면 승곡리 132-2              | 조정희                               | 1982년 2월 24일 지정                                                        |      |
| 33호  |      | 석장승 (남장사) (石長丞(南長寺))                            | 경북 상주시 남장동 산63-6                    | 남장사                               | 1982년 2월 24일 지정                                                        |      |
| 34호  |      | 양동대성헌 (良洞對聖軒)                                     | 경북 경주시 강동면 양동리 183                | 이동호                               | 1982년 2월 24일 지정                                                        |      |
| 35호  |      | 안동구봉종택 (安東龜峯宗宅)                                 | 경북 안동시 임하면 천전리 279                | 김시응                               | 1982년 12월 1일 지정, 2011년 11월 9일 해지, 국가민속문화재 제267호로 승격   |      |
| 36호  |      | 안동전주류씨삼산종택 (安東全州柳氏三山宗宅)                 | 경북 안동시 예안면 주진리 830                | 류목희                               | 1982년 12월 1일 지정                                                        |      |
| 37호  |      | 안동세덕사 (安東世德祠)                                     | 경북 안동시 길안면 구수리 695                | 탁세광                               | 1982년 12월 1일 지정                                                        |      |
| 38호  |      | 안동풍산김씨종택 (安東豊山金氏宗宅)                         | 경북 안동시 풍산읍 오미리 233                | 김각현                               | 1982년 12월 1일 지정, 2015년 8월 21일 해지, 국가민속문화재 제284호로 승격   |      |
| 39호  |      | 안동풍산김씨영감댁 (安東豊山金氏令監宅)                     | 경북 안동시 풍산읍 오미리 242                | 김직현                               | 1982년 12월 1일 지정                                                        |      |
| 40호  |      | 봉화법전강씨종택 (奉化法田姜氏宗宅)                         | 경북 봉화군 법전면 척곡리 1165               | 강신중                               | 1982년 12월 1일 지정                                                        |      |
| 41호  |      | 해평동북애고택 (海平洞北厓故宅)                             | 경북 구미시 해평면 해평리 318                | 최충호                               | 1983년 6월 20일 지정                                                        |      |
| 42호  |      | 주곡동옥천종택 (注谷洞玉川宗宅)                             | 경북 영양군 일월면 주곡리 189                | 조석걸                               | 1983년 6월 20일 지정                                                        |      |
| 43호  |      | 대산동교리댁 (大山洞校理宅)                                 | 경북 성주군 월항면 한개2길 23-12             | 이태영                               | 1983년 6월 20일 지정                                                        |      |
| 44호  |      | 성주 응와종택 (星州 凝窩宗宅)                               | 경북 성주군 월항면 한개2길 23-16             | 이수학                               | 1983년 6월 20일 지정                                                        |      |
| 45호  |      | 대산동한주종택 (大山洞寒洲宗宅)                             | 경북 성주군 월항면 한개2길 43                | 이해석                               | 1983년 6월 20일 지정                                                        |      |
| 46호  |      | 대산동월곡댁 (大山洞月谷宅)                                 | 경북 성주군 월항면 한개2길 23-20             | 이수빈                               | 1983년 6월 20일 지정                                                        |      |
| 47호  |      | 전주유씨무실종택 (全州柳氏務實宗宅)                         | 경북 안동시 임동면 수곡리 470-43             | 유종석                               | 1984년 5월 21일 지정                                                        |      |
| 48호  |      | 무실정려각 (務實旌閭閣)                                     | 경북 안동시 임동면 수곡리 470-43             | 유종석                               | 1984년 5월 21일 지정                                                        |      |
| 49호  |      | 이우당종택 (二愚堂宗宅)                                     | 경북 안동시 임하면 임하리 587-1              | 권일오                               | 1984년 5월 21일 지정                                                        |      |
| 50호  |      | 의성김씨운암종택 (義城金氏雲岩宗宅)                         | 경북 안동시 임하면 신덕리 669-3              | 김의만                               | 1984년 12월 29일 지정                                                       |      |
| 51호  |      | 방호정 (方壺亭)                                             | 경북 청송군 안덕면 신성리 181                | 함안조씨문중                         | 1984년 12월 29일 지정                                                       |      |
| 52호  |      | 오고당구택 (五高堂舊宅)                                     | 경북 봉화군 봉성면 봉양리 598                | 박종원                               | 1984년 12월 29일 지정                                                       |      |
| 53호  |      | 경암헌고택 (畊菴軒故宅)                                     | 경북 봉화군 봉화읍 거촌2리 698               | 김대희                               | 1984년 12월 29일 지정                                                       |      |
| 54호  |      | 도암정 (陶巖亭)                                             | 경북 봉화군 봉화읍 거촌2리 502               | 김성규                               | 1984년 12월 29일 지정                                                       |      |
| 55호  |      | 울릉나리동너와집 (鬱陵羅里洞너와집)                         | 경북 울릉군 북면 나리리 112                  | 울릉군                               | 1984년 12월 29일 지정, 2007년 12월 31일 해지, 국가민속문화재 256호로 승격   |      |
| 56호  |      | 울릉나리동투막집 (鬱陵羅里洞투막집)                         | 경북 울릉군 북면 나리리 124                  | 울릉군                               | 1984년 12월 29일 지정, 2007년 12월 31일 해지, 해지사유 미상                 |      |
| 57호  |      | 울릉나리동투막집 (鬱陵羅里洞투막집)                         | 경북 울릉군 북면 나리리 120                  | 울릉군                               | 1984년 12월 29일 지정, 2007년 12월 31일 해지, 해지사유 미상                 |      |
| 58호  |      | 지예동양동댁 (知禮洞良洞宅)                                 | 경북 안동시 임하면 임하리 253-1              | 김용대                               | 1985년 10월 15일 지정                                                       |      |
| 59호  |      | 망천동임당댁 (輞川洞林塘宅)                                 | 경북 구미시 도개면 신림리 700-2              | 유용희                               | 1985년 10월 15일 지정                                                       |      |
| 60호  |      | 퇴계태실 (退溪胎室)                                         | 경북 안동시 도산면 온혜중마길 46-5           | 진성이씨 노송정 종중                 | 1985년 10월 15일 지정, 2018년 11월 1일 해제, 국가민속문화재 제295호로 승격  | ,    |
| 61호  |      | 인양리용암종택 (仁良里龍巖宗宅)                             | 경북 영덕군 창수면 인량리 133-1              | 김동기                               | 1985년 10월 15일 지정                                                       |      |
| 62호  |      | 점필재종택 (佔畢齋宗宅)                                     | 경북 고령군 쌍림면 합가리 84                 | 김민규                               | 1985년 10월 15일 지정                                                       |      |
| 63호  |      | 송소고택 (松韶古宅)                                         | 경북 청송군 파천면 덕천리 176                | 심재오                               | 1985년 12월 30일 지정, 2007년 10월 12일 해지, 국가민속문화재 제250호로 승격 |      |
| 64호  |      | 학초정및정침 (鶴樵亭및正寢)                                 | 경북 영양군 영양읍 감천리 591-2              | 박종만                               | 1985년 12월 30일 지정                                                       |      |
| 65호  |      | 괴헌고택 (槐軒古宅)                                         | 경북 영주시 이산면 두월리 877                | 김종국                               | 1985년 12월 30일 지정, 2009년 10월 30일 해지, 국가민속문화재 262호로 승격   |      |
| 66호  |      | 삼소재 (三素齋)                                             | 경북 안동시 풍산읍 소산리 257                | 김석교                               | 1985년 12월 30일 지정                                                       |      |
| 67호  |      | 예안이씨상리종택 (禮安李氏上里宗宅)                         | 경북 안동시 풍산읍 상리1리 486-1             | 이항식                               | 1986년 12월 11일 지정, 2016년 4월 27일 해지, 국가민속문화재 제287호로 승격  |      |
| 68호  |      | 예안이씨사직공파구택 (禮安李氏司直公派舊宅)                 | 경북 안동시 풍산읍 하리1리 164               | 이수태                               | 1986년 12월 11일 지정                                                       |      |
| 69호  |      | 안동마령동기와까치구멍집 (安東馬嶺洞기와까치구멍집)         | 경북 안동시 남후면 검암리 156-1              | 정인숙                               | 1986년 12월 11일 지정                                                       |      |
| 70호  |      | 수암종택 (修巖宗宅)                                         | 경북 상주시 중동면 우물리 1102               | 류한민                               | 1986년 12월 11일 지정                                                       |      |
| 71호  |      | 연안이씨별좌공종택 (延安李氏別坐公宗宅)                     | 경북 예천군 호명면 송곡길 14 (송곡 446)      | 이의선                               | 1987년 5월 13일 지정                                                        |      |
| 72호  |      | 안동주하동경류정종택 (安東周下洞慶流亭宗宅)                 | 경북 안동시 와룡면 주하리 634                | 이세준                               | 1987년 12월 29일 지정, 2017년 6월 29일 해지, 국가민속문화재 제291호로 승격  |      |
| 73호  |      | 목조문무인상 (木造文武人像)                                 | 경북 경주시 강동면 국당리 149-1              | 윤옥만                               | 1987년 12월 29일 지정                                                       |      |
| 74호  |      | 무안박씨무의공파종택 (務安朴氏武毅公派宗宅)                 | 경북 영덕군 축산면 도곡리 127                | 박연대                               | 1987년 12월 29일 지정, 2016년 4월 27일 해지, 국가민속문화재 제286호로 승격  |      |
| 75호  |      | 영양남씨괴시파종택 (英陽南氏槐市派宗宅)                     | 경북 영덕군 영해면 괴시리 333                | 남병철                               | 1987년 12월 29일 지정                                                       |      |
| 76호  |      | 천운정사 (天雲精舍)                                         | 경북 상주시 외답동 167-1                     | 이용덕                               | 1987년 12월 29일 지정                                                       |      |
| 77호  |      | 의성김씨남악종택 (義城金氏南嶽宗宅)                         | 경북 예천군 용문면 구계리 248-1              | 김용규                               | 1988년 9월 23일 지정, 2007년 1월 12일 해지, 국가민속문화재 제248호로 승격   |      |
| 78호  |      | 청도임당리김씨고택 (淸道林塘里金氏故宅)                     | 경북 청도군 금천면 임당리 631                | 김수훈                               | 1988년 9월 23일 지정, 2005년 1월 31일 해지, 국가민속문화재 제245호로 승격   |      |
| 79호  |      | 회곡고택 (晦谷古宅)                                         | 경북 영양군 청기면 기포리 261                | 권오선                               | 1988년 9월 23일 지정                                                        |      |
| 80호  |      | 오덕리애은당고택 (吾德里愛隱堂古宅)                         | 경북 포항시 북구 기북면 덕동문화길 31        | 이동우                               | 1988년 9월 23일 지정                                                        |      |
| 81호  |      | 오덕리사우정고택 (吾德里四友亭古宅)                         | 경북 포항시 북구 기북면 덕동문화길 48-5      | 이희태                               | 1988년 9월 23일 지정                                                        |      |
| 82호  |      | 예천 상금곡리 추원재 및 사당 (醴泉 上金谷里 追遠齋 及 祠堂) | 경북 예천군 용문면 금당실길 131 (상금곡 342) | 함양박씨문중                         | 1988년 9월 23일 지정                                                        |      |
| 83호  |      | 영덕도곡동충효당 (盈德陶谷洞忠孝堂)                         | 경북 영덕군 축산면 도곡리 137                | 박원대                               | 1988년 9월 23일 지정                                                        |      |
| 84호  |      | 고령좌사유품 (고령좌사유품)                                 | 경북 고령군 고령읍 고아리 61                 | .                                    | 1988년 9월 23일 지정, 1992년 7월 28일 해지, 국가민속문화재 제30-5호로 승격  |      |
| 85호  |      | 묵재고택 (默齋古宅)                                         | 경북 안동시 풍산읍 소산리 221                | 김장한                               | 1989년 5월 29일 지정                                                        |      |
| 86호  |      | 성주수성리중매댁 (星州水成里中梅宅)                         | 경북 성주군 수륜면 한강길 29                 | 정 감                                | 1989년 5월 29일 지정                                                        |      |
| 87호  |      | 환구세덕사 (環丘世德祠)                                     | 경북 영천시 임고면 선원리 768                | 정현목                               | 1990년 8월 7일 지정                                                         |      |
| 88호  |      | 양계정사 (暘溪精舍)                                         | 경북 영천시 대전동 7                         | 정도용                               | 1990년 8월 7일 지정                                                         |      |
| 89호  |      | 평산신씨판사공파종택 (平山申氏判事公派宗宅)                 | 경북 청송군 파천면 중평리 376                | 신준우                               | 1990년 8월 7일 지정, 2014년 6월 19일 해제, 해제사유 미상                    |      |
| 90호  |      | 운곡정사 (雲谷精舍)                                         | 경북 청도군 운문면 순지리 342-2              | 김병돈                               | 1990년 8월 7일 지정                                                         |      |
| 91호  |      | 석계고택 (石溪古宅)                                         | 경북 영양군 석보면 원리리 308                | 이원열                               | 1990년 8월 7일 지정                                                         |      |
| 92호  |      | 해우당고택 (海愚堂古宅)                                     | 경북 영주시 문수면 수도리 244                | 김필영                               | 1990년 8월 7일 지정                                                         |      |
| 93호  |      | 만죽재고택 (晩竹齋古宅)                                     | 경북 영주시 문수면 수도리 229-2              | 박건우                               | 1990년 8월 7일 지정                                                         |      |
| 94호  |      | 경주귀래정 (慶州歸來亭)                                     | 경북 경주시 강동면 다산2리 1074              | 여강이씨문중(이두환)                 | 1991년 5월 14일 지정                                                        |      |
| 95호  |      | 송석헌 (松石軒)                                             | 경북 봉화군 봉화읍 석평리 320                | 권정선                               | 1991년 5월 14일 지정, 2007년 10월 12일 해지, 국가민속문화재 제249호로 승격  |      |
| 96호  |      | 면운재고택 (眠雲齋古宅)                                     | 경북 영덕군 창수면 오촌리 239                | 이병운                               | 1991년 5월 14일 지정                                                        |      |
| 97호  |      | 빈동재사 (賓洞齋舍)                                         | 경북 봉화군 봉화읍 문단리 962                | 선성김씨문중(김광호)                 | 1991년 5월 14일 지정, 2017년 6월 29일 해지, 국가민속문화재 제292호로 승격   |      |
| 98호  |      | 화기리인동장씨종택 (花岐里仁同張氏宗宅)                     | 경북 영주시 장수면 화기리 18-2               | 장덕필                               | 1992년 11월 26일 지정                                                       |      |
| 99호  |      | 충의당 (忠義堂)                                             | 경북 경주시 내남면 이조리 492                | 최채량                               | 1993년 2월 25일 지정                                                        |      |
| 100호 |      | 안동서지리성황당 (安東西枝里城隍堂)                         | 경북 안동시 와룡면 서지리 산19               | 서지리                               | 1993년 8월 18일 지정                                                        |      |

## 참고 자료
- 경상북도 고시/공고